# Typ 91
Typ 91 (Typ 2591) – japoński czołg ciężki skonstruowany w okresie międzywojennym. Powstał tylko jeden egzemplarz tego czołgu zbudowany w 1931 roku w arsenale w Osace. Posiadał trzy wieże, w największej zamocowana była armata czołgowa kalibru 70 mm, w dwóch mniejszych karabiny maszynowe. Rozwinięciem tego czołgu był czołg Typ 95.